# فتقا
فتقا (به عربی: فتقا) یک روستا در لبنان است که در شهرستان کسروان واقع شده‌است.
 فتقا   ۵۲۰ متر بالاتر از سطح دریا واقع شده‌است.